# Giovanni Volta
Pour les articles homonymes, voir Volta.
Giovanni Volta (14 mars 1928 - 4 février 2012) est un prélat de l'Église catholique, évêque du diocèse de Pavie, en Italie, de 1986 à 2003.

## Biographie
Ordonné prêtre le 29 juin 1952 par l'évêque Domenico Menna, il a obtenu son diplôme de théologie à l'Université pontificale grégorienne en 1957, en soutenant une thèse sur la rédemption de la mort dans la pensée d'Augustin. La thèse a ensuite été révisée par l'auteur et publiée à titre posthume en 2012 par Città Nuova sous le titre Timore e speranza : la redenzione della morte in Agostino.
Pendant le concile Vatican II et dans les années post-conciliaires, il a été orateur lors de diverses conférences et auteur de publications visant à promouvoir la diffusion et la réception des documents du Concile. Il a été recteur du séminaire diocésain de Mantoue et, de 1977 à 1986, assistant ecclésiastique général de l'Université catholique du Sacré-Cœur à Milan.
Élu évêque de Pavie le 2 avril 1986, il reçoit la consécration épiscopale le 25 mai 1986.
Il prend possession canonique du diocèse de Pavie le 7 juin 1986 et entre dans le diocèse le 15 juin 1986.
Le 11 février 1992, il reconnaît la Casa del Giovane, fondée par l'abbé Enzo Boschetti, comme une association privée de fidèles chrétiens et en approuve les statuts.
En tant que président de la Commission ecclésiale "Justice et Paix" de la Conférence épiscopale italienne il a coordonné la rédaction du document Educare alla Legalità (en français : Éduquer à la légalité), approuvé à Rome le 4 octobre 1991. Ce document anticipait la saison de mani pulite (mains propres), en soulignant également le manque d'engagement de nombreux catholiques.
En 1996, il a célébré le VIème centenaire de la chartreuse de Pavie et, à cette occasion, le pape Jean-Paul II lui a adressé une lettre.
Au cours de son épiscopat, il a effectué deux visites pastorales et a convoqué le 20e synode diocésain (inauguré le 9 avril 1998 et conclu le 8 décembre 2002).
Le 1er décembre 2003, le pape Jean-Paul II a accepté sa démission en raison de la limite d'âge.
Il a promu la dévotion à saint Richard Pampuri, en écrivant et en faisant circuler quelques prières.
Il est mort à Mantoue le 4 février 2012 et sa dépouille a été transférée à la cathédrale de Pavie le 7 septembre 2012. 